# Anna-Chiara Reformat
Anna-Chiara Reformat (* 9. Februar 2009 in Berlin) ist eine deutsche Beachvolleyballspielerin.

## Karriere
Reformat spielte seit 2021 mit verschiedenen Partnerinnen auf Jugendmeisterschaften und zunehmend auch auf anderen nationalen Turnieren. 2021 und 2022 bildete sie vorwiegend mit Amelie Punar ein Duo. Mit Melani Ligacheva wurde sie 2022 in Freiburg im Breisgau deutsche U16-Meisterin. An der Seite von Rika Dieckmann wurde Reformat 2023 in Duisburg deutsche U20-Vizemeisterin und in Karlsruhe deutsche U16-Meisterin. Außerdem erreichte sie mit Luisa Durisova bei der deutschen U18-Meisterschaft in Barby Platz drei.
2024 gewann Reformat mit Dieckmann Turniere in Berlin und landete bei der deutschen U20-Meisterschaft in Düren auf Platz drei sowie bei ihrem ersten Future-Turnier auf der World Pro Tour im chinesischen Qidong Platz neun. Außerdem erreichte sie mit Mila Jancar bei der U18-Europameisterschaft im georgischen Kachreti Platz drei, wurde mit Sandra Otte in Laboe deutsche U19-Vizemeisterin, wurde mit Sophia Neuß Neunte bei der U19-Weltmeisterschaft im chinesischen Shangluo und spielte auch auf zwei nationalen Turnieren zusammen mit der Olympiasiegerin Kira Walkenhorst.
2025 ist Chenoa Christ Reformats Partnerin. Auf der German Beach Tour 2025 wurden Christ/Reformat Dritte beim zweiten Turnier in Düsseldorf und auf der 2. German Beach Tour auf Norderney ebenfalls Dritte. Bei westeuropäischen WEVZA-Turnieren erreichte Reformat mit Jancar bei den U20-Jährigen im spanischen Lorca Platz fünf und mit Dieckmann bei den U18-Jährigen im niederländischen Bilthoven Platz eins. Ende Juli starteten Christ/Reformat auf der Europameisterschaft in Düsseldorf, schieden allerdings nach zwei Niederlagen in der Vorrunde aus.